# Роберт Кемпінський
Роберт Кемпінський (пол. Robert Kempiński; 11 липня 1977, Гданськ) — польський шахіст, гросмейстер від 1996 року.

## Шахова кар'єра
1991 року здобув звання чемпіона Польщі в категорії до 14 років. Через рік став чемпіоном Польщі серед юніорів до 20-ти років. Впродовж наступних кількох років багато разів грав за збірну країни на юнацьких і юніорських змаганнях. Тричі здобув звання чемпіона Європи, до 16 років (1993) i до 18 років (1994 i 1995). 1995 року став чемпіоном світу серед юнаків до 18 років. Переміг на міжнародних турнірах у Зліні (1994) i Чеському Будейовіце (1995). 1996 року ФІДЕ надала йому звання гросмейстера.
Неодноразово брав участь у фіналах індивідуальних чемпіонатів Польщі, на яких здобув шість медалей: дві золоті (1997, 2001), срібну (1999), а також три бронзові (1998, 2004, 2005). Двічі (Плоцьк 1997, Тшцянка 2015) здобував бронзову нагороду чемпіонату Польщі зі швидких шахів, був також бронзовим медалістом чемпіонату Польщі з бліцу (Лодзь 1999).
Неодноразово представляв Польщу на командних змаганнях, зокрема: шість разів на шахових олімпіадах (1996, 1998, 2000, 2002, 2004, 2006), а також п'ять разів на командних чемпіонатах Європи (1997, 1999, 2001, 2003, 2005), 1999 року здобувши срібну медаль в особистому заліку на 4-й шахівниці.
2001 року поділив 1-ше місце на турнірі за швейцарською системою (меморіалі Акіби Рубінштейна) в Поляниці-Здруй. Через рік поділив 2-ге місце на опені в Лінаресі. У 2004 році переміг (разом з Томасом Лутером) у Бад-Цвестені. Виступив також у Триполі на чемпіонаті світу 2004 ФІДЕ за нокаут-системою, однак вибув в 1-му колі, програвши Олександрові Ластіну. 2005 року поділив 1-ші місця на відкритих турнірах у Дайцизау й Гамбургу. Черговий успіх припадає на 2006 рік, коли Кемпіньський переміг на меморіалі Акіби Рубінштейна в Поляниці-Здруї. У 2007 році переміг (разом з Ехсаном Гаемом Магамі) на турнірі ZMD у Дрездені, а також посів 2-ге місце (позаду Костянтина Ланди) на відкритому турнірі в Гамбурзі. 2008 року святкував перемогу на традиційному турнірі Porzellan-Cup у Дрездені. У 2009 році поділив 1-ше місце в Бенідормі (разом з Едуардо Ітуррісагою i Хуленом Луїсом Арісменді Мартінесом), а також в Агіос-Кірікосі (разом з Александером Місьтою i Євгеном Воробйовим). У 2011 році здобув у Варшаві бронзову медаль чемпіонату Європи зі швидких шахів, а також поділив 1-ше місце (разом з Олександром Графом, Парімар'яном Негі i Сергієм Жигалко) в Бад-Вісзе.
Як гравець команди Полонія Варшава здобув сім звання чемпіона Польщі в командному заліку (2002, 2003, 2004, 2005, 2006, 2009, 2011).
Кілька разів потрапляв до списку TOP 100 ФІДЕ (найвище місце — 79, станом на 1 січня 2005). Найвищий рейтинг Ело дотепер мав станом на 1 квітня 2015 року, досягнувши 2653 пунктів, посідав тоді 2-ге місце (позаду Радослава Войташека) серед польських шахістів.

## Зміни рейтингу
| На цьому місці має відображатися графік чи діаграма, однак з технічних причин його відображення наразі вимкнено. Будь ласка, не видаляйте код, який викликає це повідомлення. Розробники вже працюють для того, щоби відновити штатне функціонування цього графіка або діаграми. | |
| | На цьому місці має відображатися графік чи діаграма, однак з технічних причин його відображення наразі вимкнено. Будь ласка, не видаляйте код, який викликає це повідомлення. Розробники вже працюють для того, щоби відновити штатне функціонування цього графіка або діаграми. |